# 瑞典泡芙
瑞典泡芙或萨姆拉是一种在切开的豆蔻面包之间夹入杏仁酱和掼奶油而制成的甜点。传统上，瑞典人会于基督教大斋期开始前最后一天的忏悔星期二食用这一甜点；如今，瑞典泡芙在自圣诞节后至复活节的数个月间均有销售。其他北欧国家亦有类似的甜点和习俗。

## 历史
瑞典语一词原指由细小麦粉制成的面包，源自中世纪低地德语，更早则可追溯至拉丁语和古希腊语，意为细小麦粉。由于基督教大斋期禁食牛奶、鸡蛋等等，瑞典人传统上于大斋期前一天，即忏悔星期二（Fettisdagen，直译为“肥胖星期二”）食用高热量食物，其中包含泡在掺入糖与豆蔻的温牛奶中的白面包，称作。今日所见的瑞典泡芙则是自20世纪50年代起，作为原料的奶油、杏仁酱、糖粉普及后，才开始流行。根据瑞典统计局估计，瑞典人每年消费约4,000万个瑞典泡芙，其中忏悔星期二一天的消费量便有约600万个。

## 轶事
瑞典国王阿道夫·弗雷德里克常被认为是在1771年2月12日于一顿极为丰盛的晚餐后又食用了瑞典泡芙而过世。